# Hl. Dreifaltigkeit (Kützbrunn)

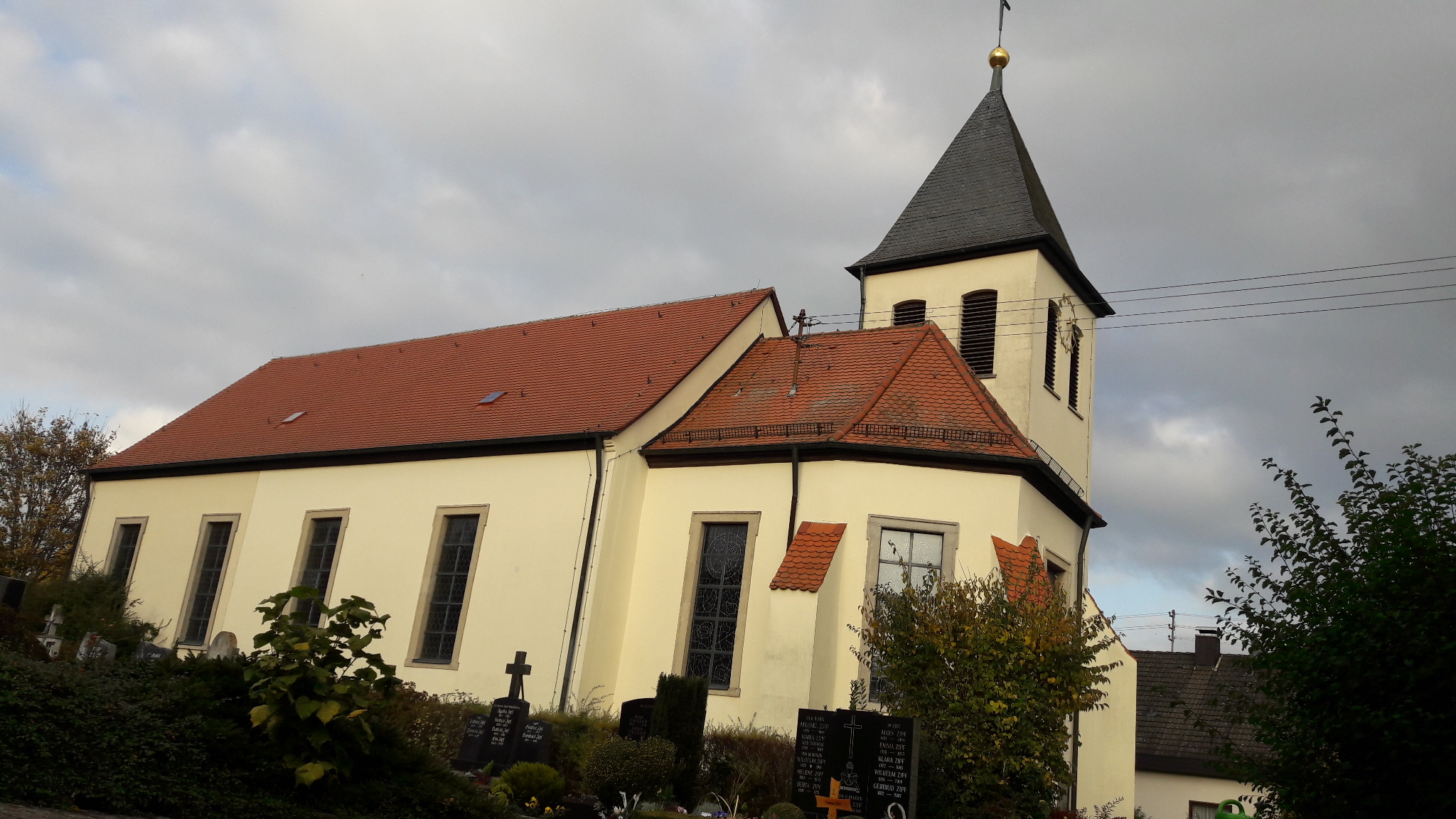
Die Dreifaltigkeitskirche in Kützbrunn (2016)

Die römisch-katholische Pfarrkirche Heilige Dreifaltigkeit (lat. Ad sanctissimam Trinitatem) in Kützbrunn, einem Stadtteil von Grünsfeld im Main-Tauber-Kreis in Baden-Württemberg, wurde 1717 erbaut.

## Geschichte
Im Jahre 1717 stiftete der Gerlachsheimer Weinhändler Peter Johann Buchler die Kützbrunner Dreifaltigkeitskirche. 1735 wurde der Bau abgeschlossen. Im Jahre 1956 wurde ein Turm errichtet. Der Chorraum wurde zwischen 1977 und 1979 erneuert. Ihre Kanzel erhielt die Kützbrunner Kirche 1788 als Geschenk der Heilig-Kreuz-Kirche in Gerlachsheim, nachdem diese eine neue, dritte Kanzel anschaffte. Dabei handelt es sich um die zweite Gerlachsheimer Kanzel, welche an die damalige Kützbrunner Filiale abgetreten wurde.
1824 wurde die Kützbrunner Kirche als Filiale der Pfarrei St. Margaretha in Zimmern zugeteilt. 1864 erhielt Kützbrunn eine eigene Pfarrei.
1956 erhielt die Dreifaltigkeitskirche einen neuen Kirchturm und 1957 wurden vier neue Glocken geweiht. 1959 wurde das Gotteshaus um sieben Meter verlängert. Daneben erhielt die Kirche in diesem Jahr einen neuen Dachstuhl, eine neue Decke und Bodenplatte, neue Altäre und Kirchenbänke sowie eine renovierte Kanzel.
1977 wurde der Chorraum der Kützbrunner Kirche neu gestaltet. 2003 wurde die Seelsorgeeinheit Messelhausen mit einem Kooperationsvertrag der Pfarreien Deubach, Kützbrunn, Messelhausen, Oberbalbach, Unterbalbach und Vilchband gegründet. Ein Jahr darauf fand eine umfangreiche Innenrenovierung des Gotteshauses statt. Im Jahre 2010 wurde das Dach der Kirche neu eingedeckt.
Heute ist die Dreifaltigkeitskirche eine Filialkirche der Pfarrei St. Peter und Paul in Grünsfeld und gehört zur Seelsorgeeinheit Grünsfeld-Wittighausen, die dem Dekanat Tauberbischofsheim des Erzbistums Freiburg zugeordnet ist.

## Kirchenbau und Ausstattung
Die Kirche ist durch einen barocken Saalbau von 1717 mit polygonalem Abschluss von 1735 gekennzeichnet. Daneben verfügt die Kirche über barocke Figuren (Gottesmutter, St. Rochus, St. Wendelin) und bunte Glasfenster.

Ansichten der Dreifaltigkeitskirche in Kützbrunn
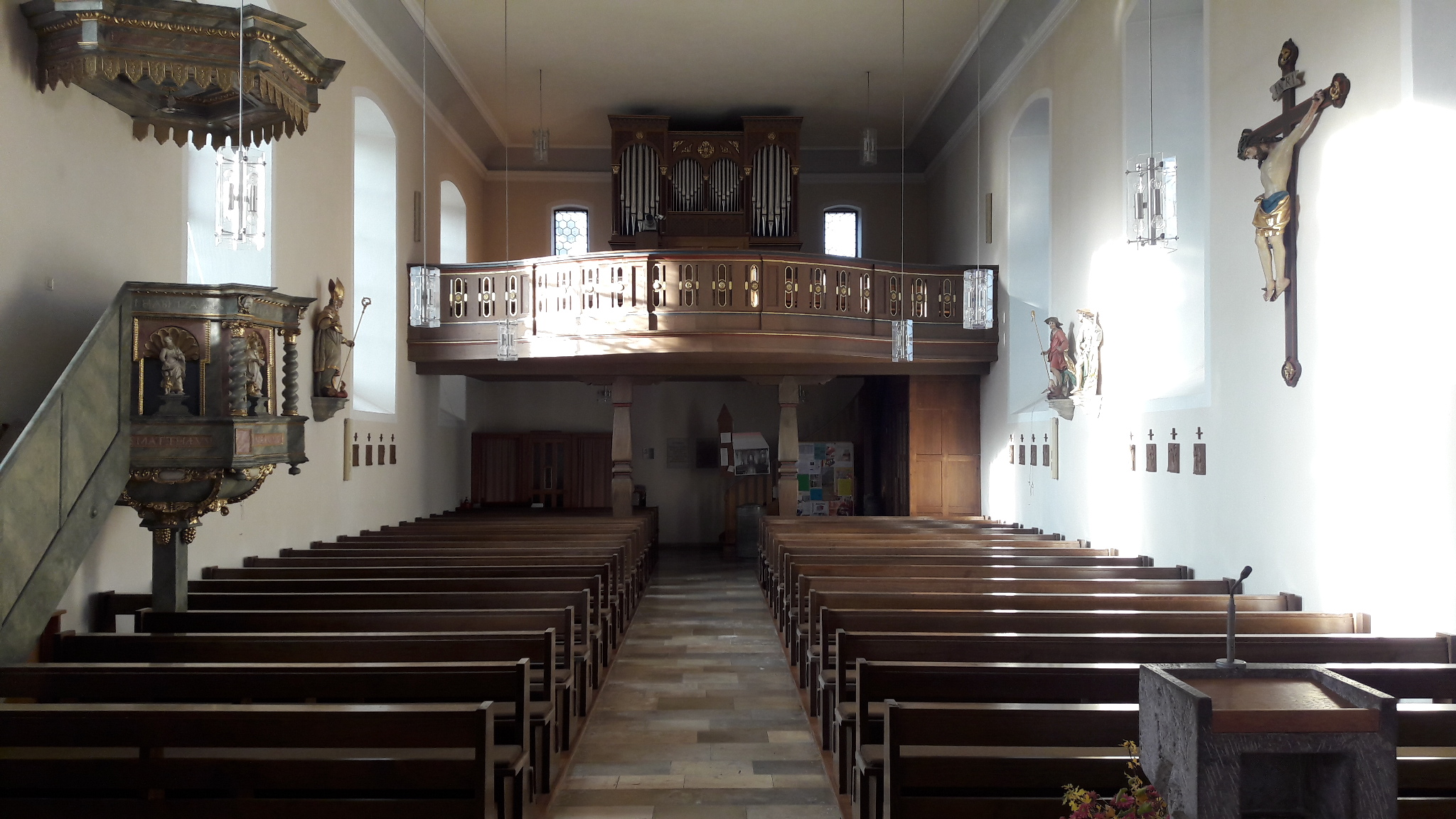
Blick in den Innenraum
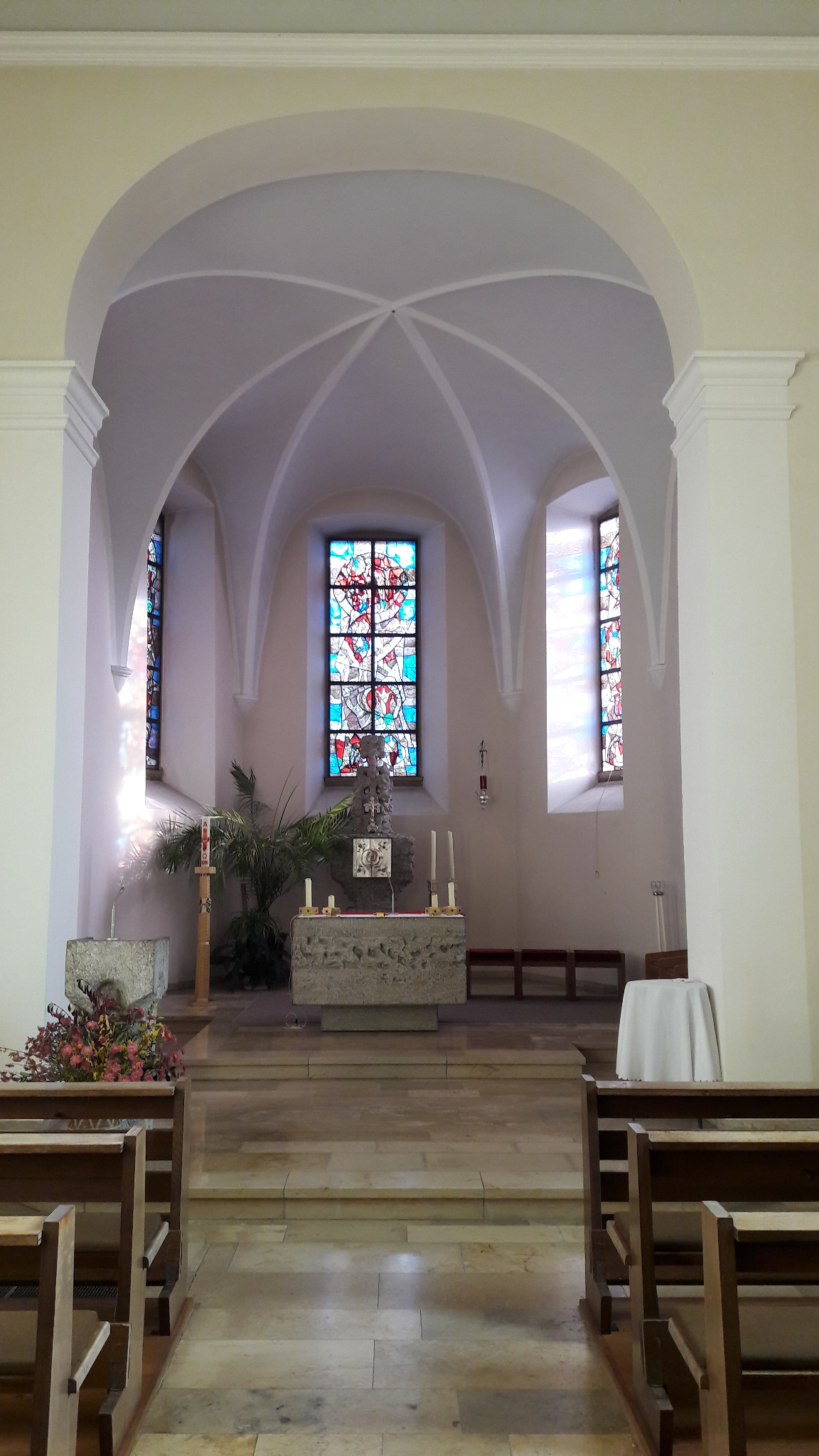
Altarnische
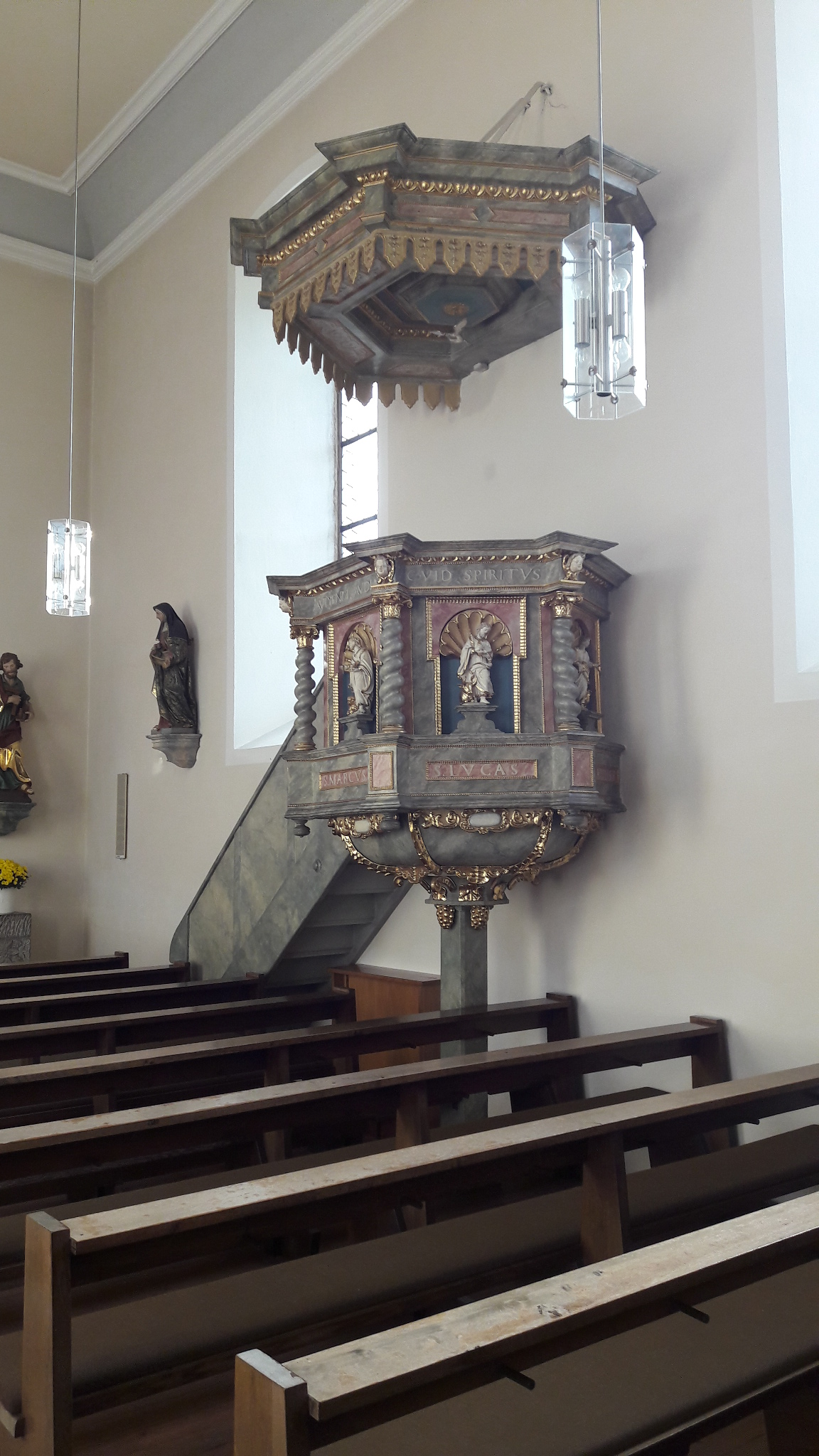
Kanzel
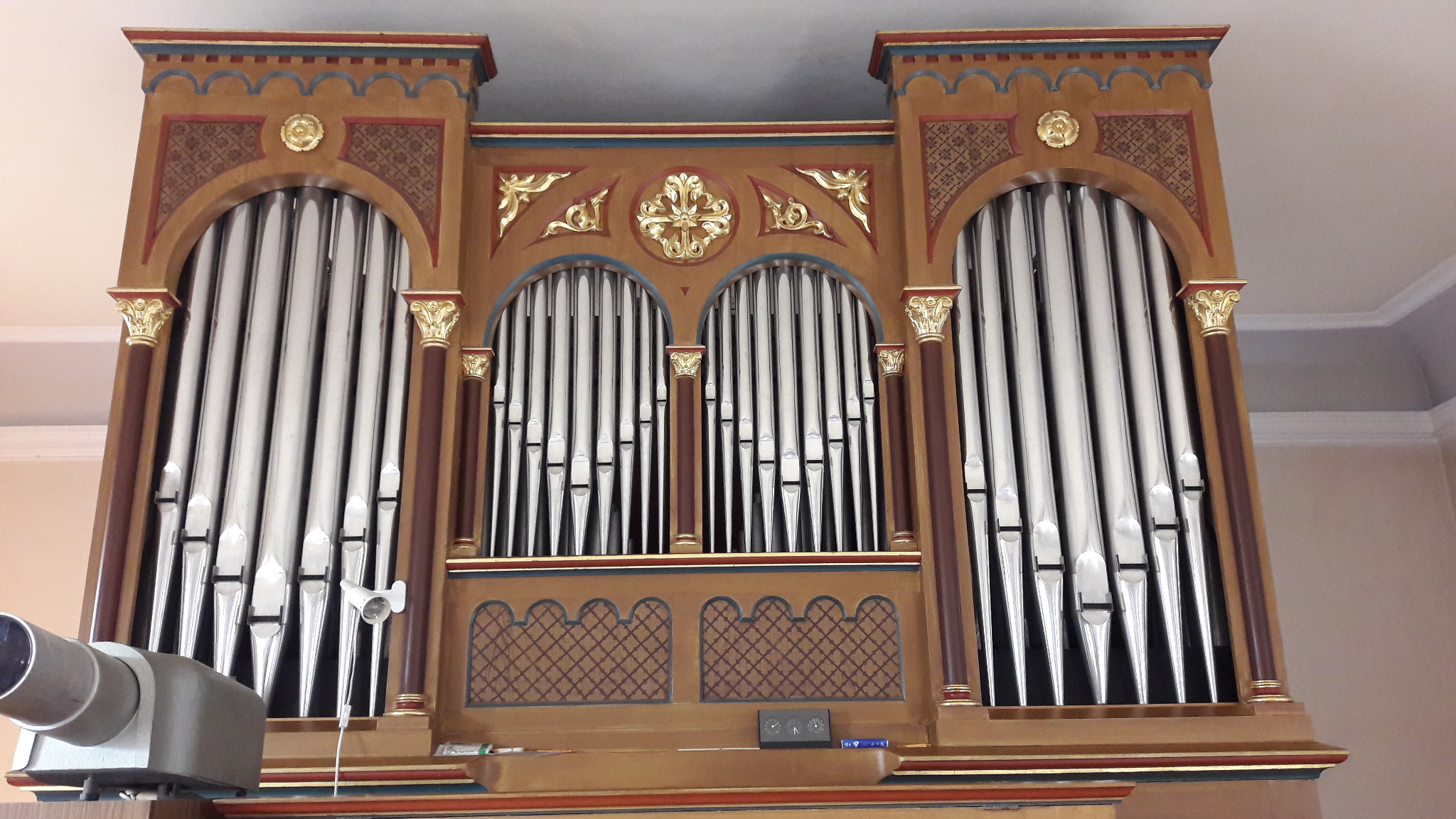
Orgel
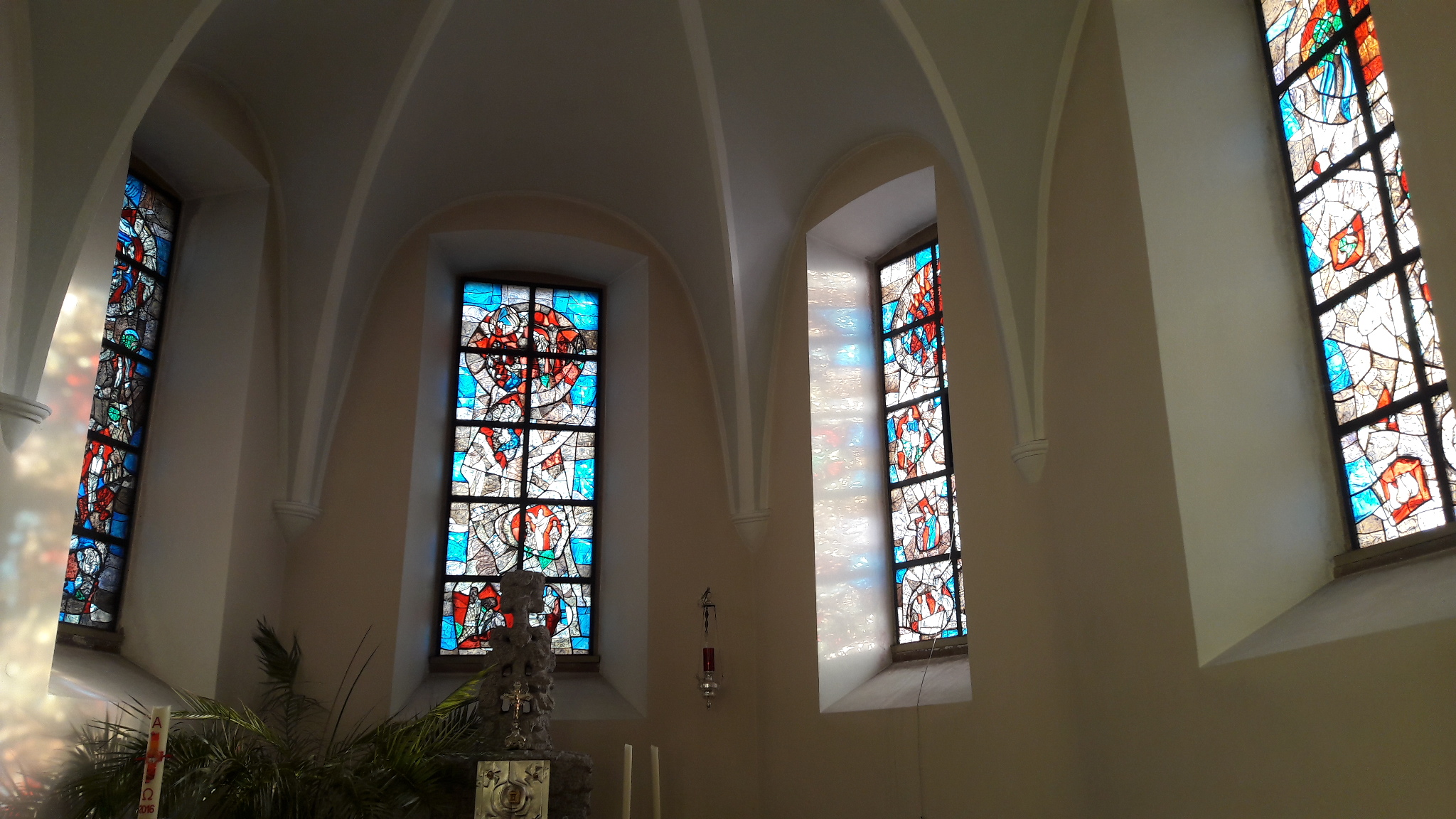
Buntglasfenster